# Zelotes calactinus
Zelotes calactinus är en spindelart som beskrevs av Di Franco 1989. Zelotes calactinus ingår i släktet Zelotes och familjen plattbuksspindlar.
Artens utbredningsområde är Italien. Inga underarter finns listade i Catalogue of Life.